# Stenolophus
Stenolophus es un  género de coleópteros adéfagos de la familia Carabidae. Es de distribución mundial, más abundante en la región paleártica (incluida Europa), el Cercano Oriente y Norte de África.
Miden 5 a 8 mm.  Hay alrededor de 170 especies en 3 subgéneros; en el Neártico hay 22 especies en dos subgéneros.

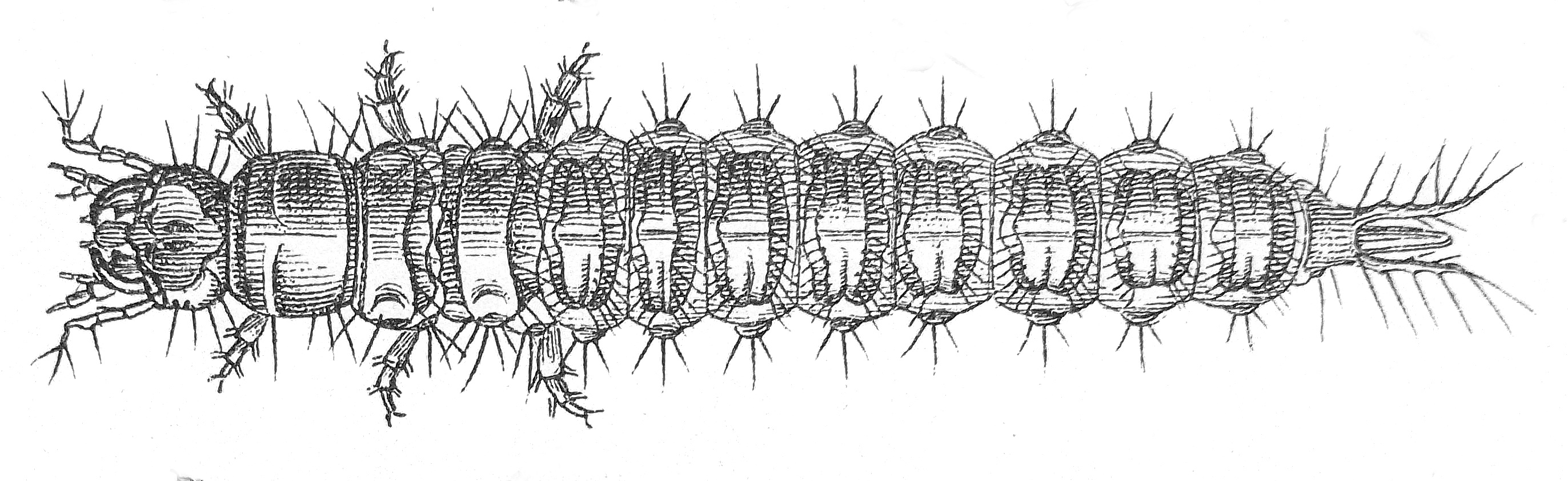
Stenolophus teutonus larva
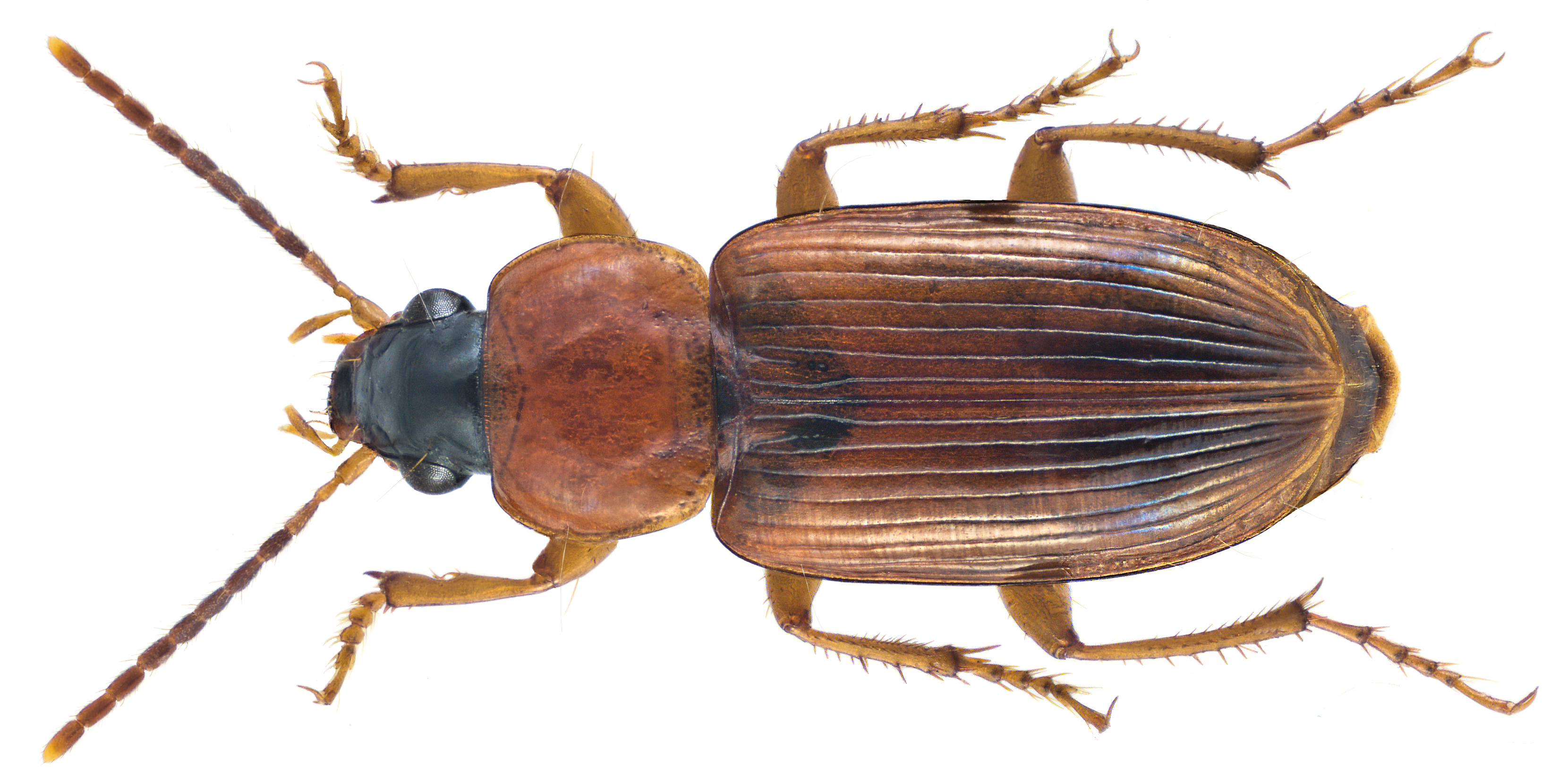
Stenolophus abdominalis
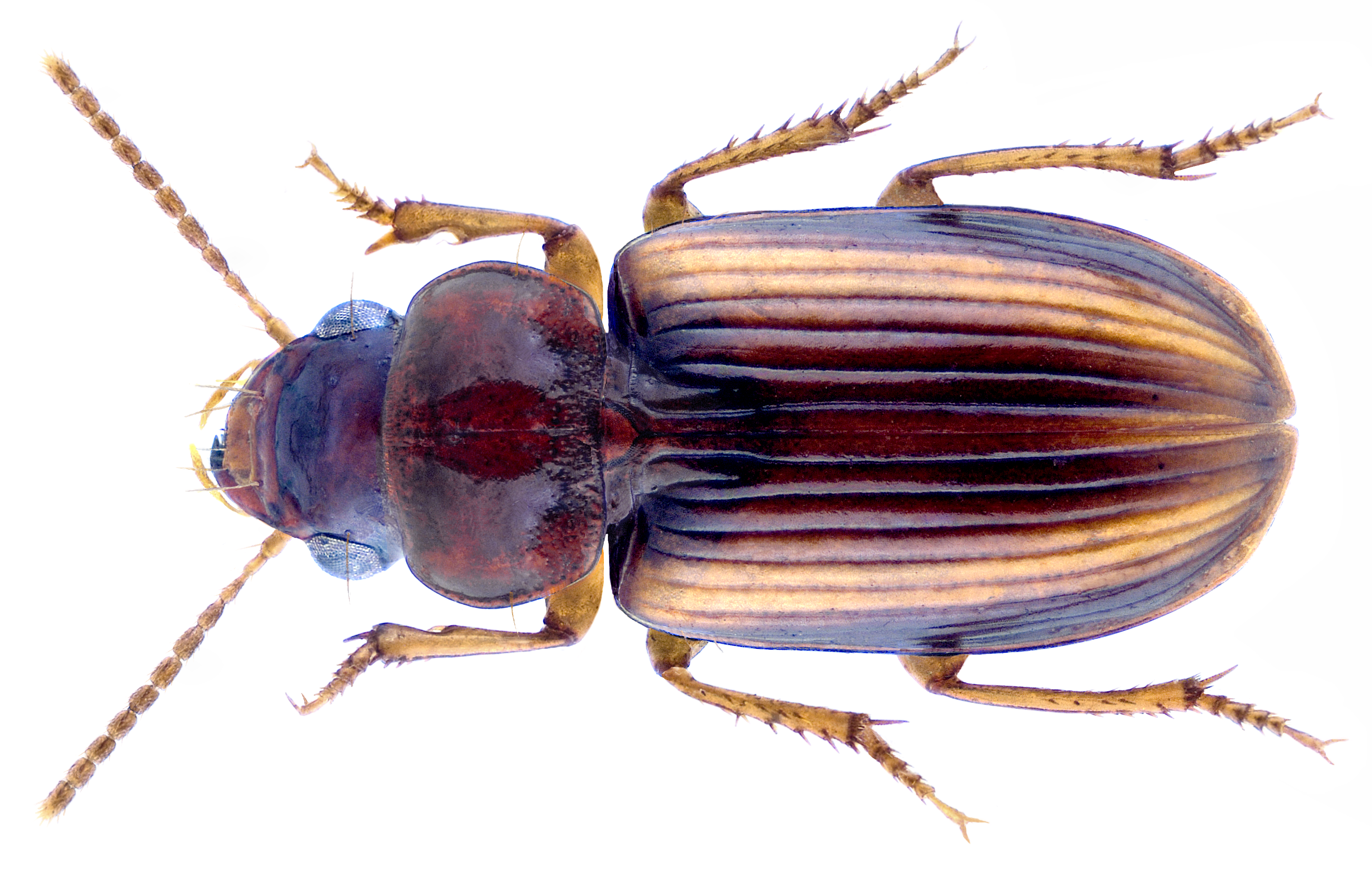
Stenolophus bilineatus
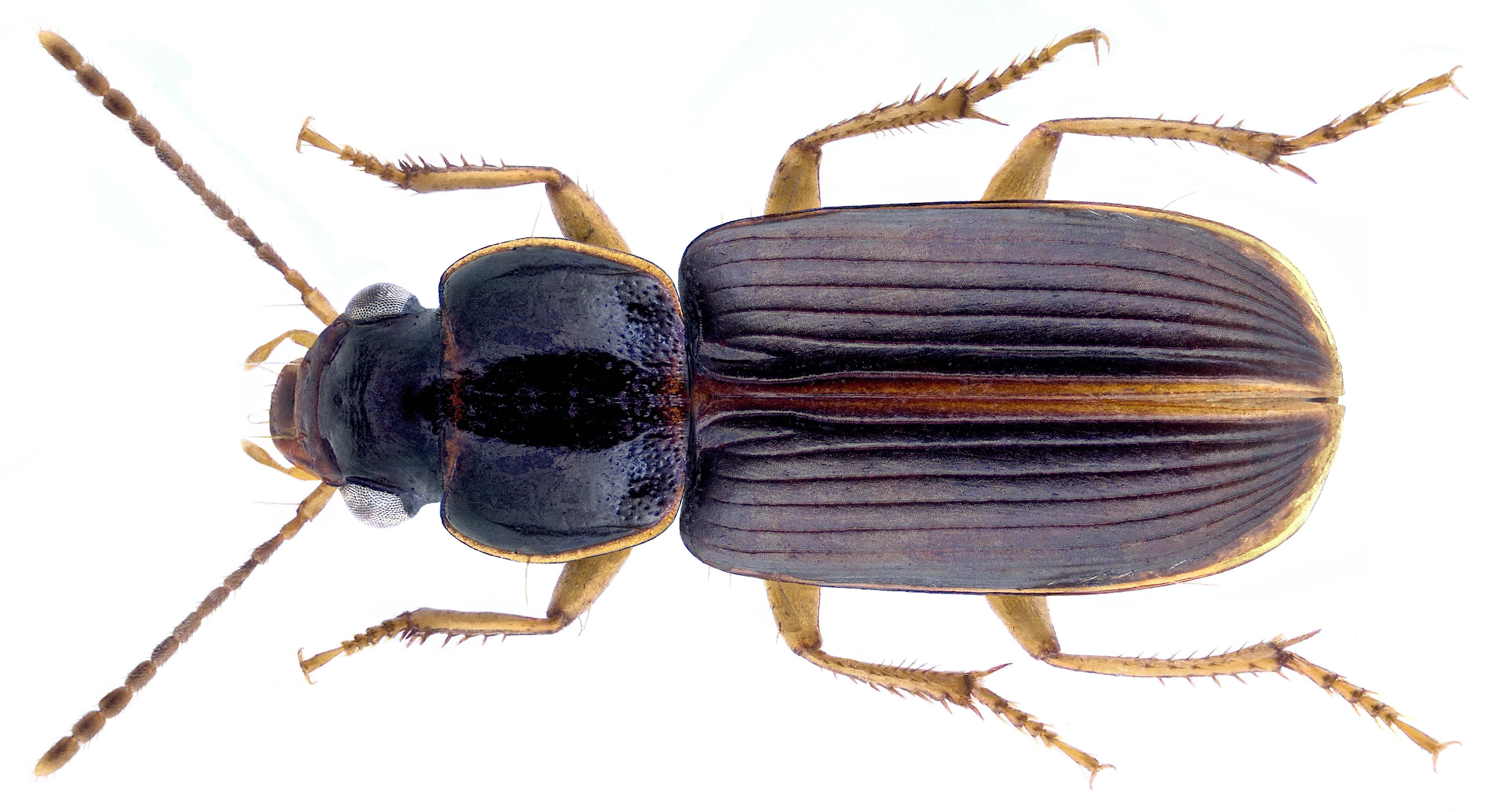
Stenolophus fugax
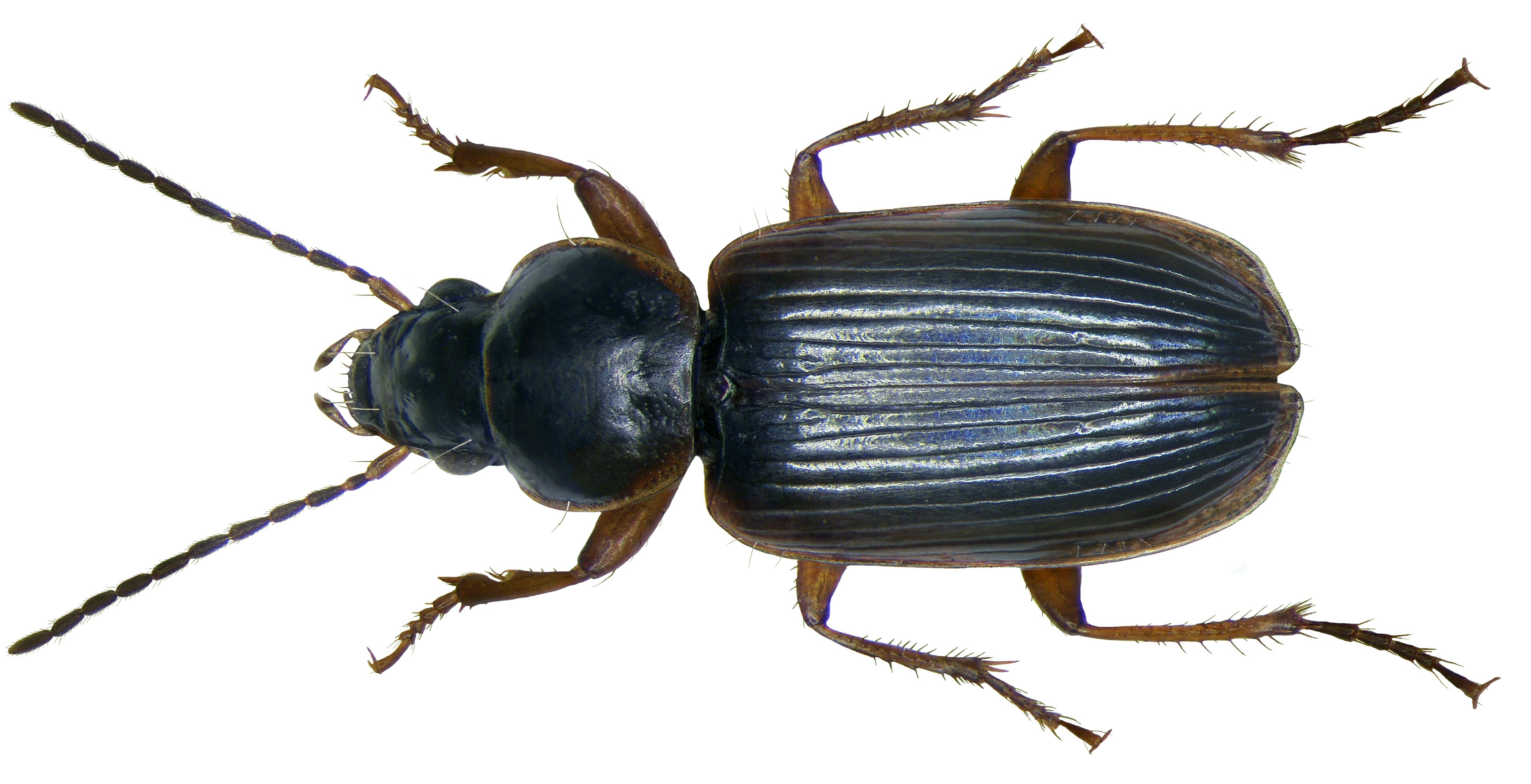
Stenolophus mixtus
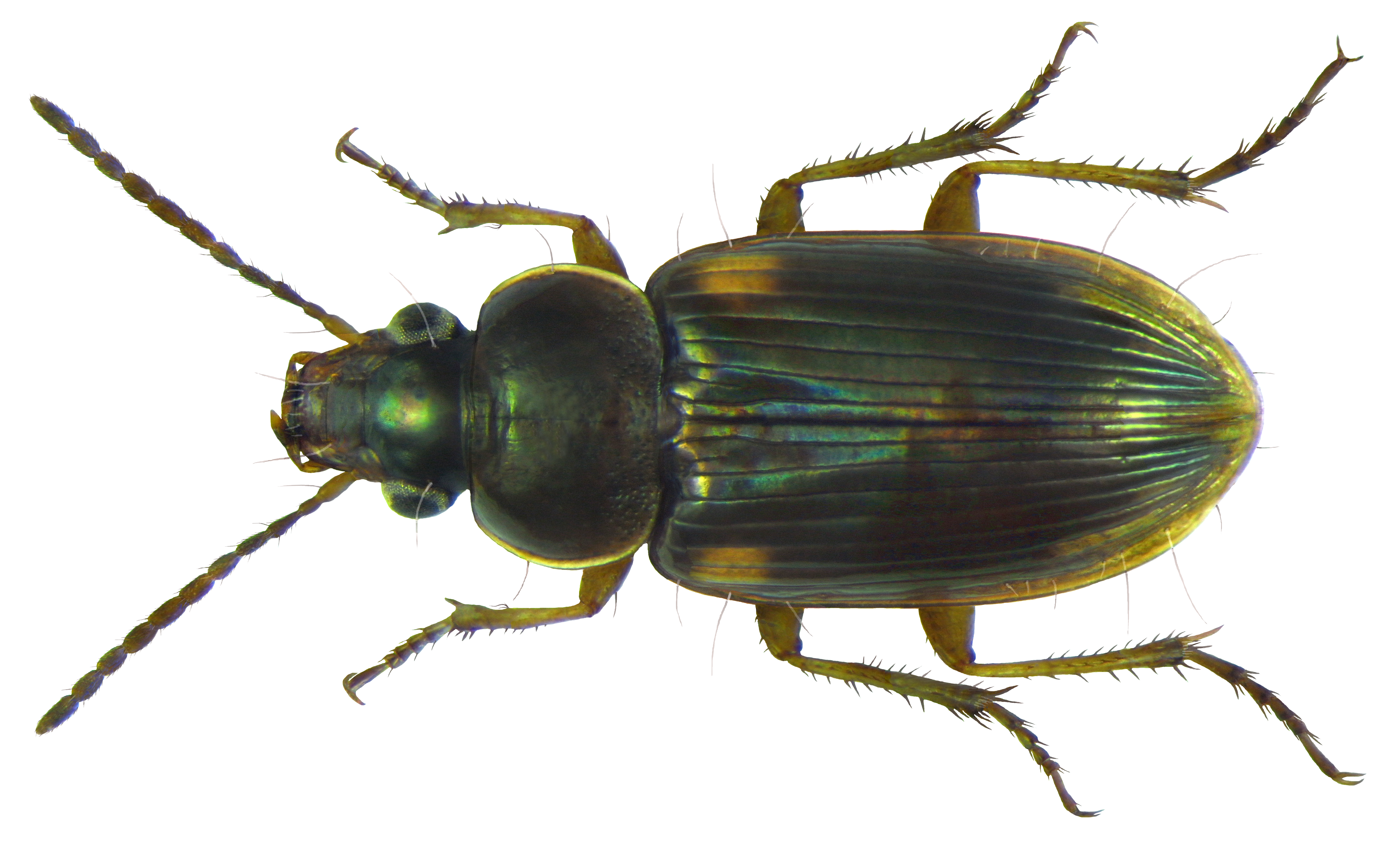
Stenolophus nitens
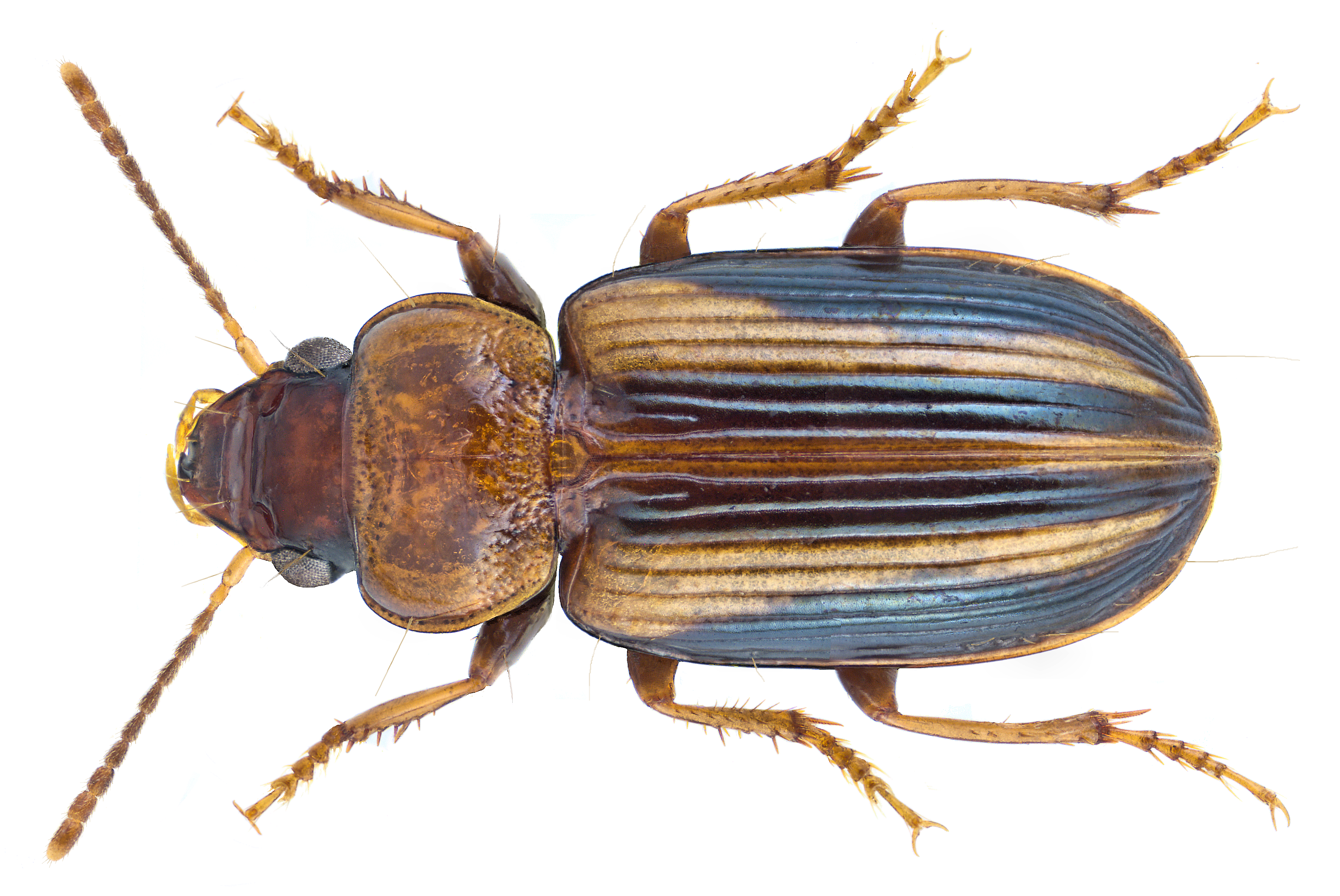
Stenolophus plagifer
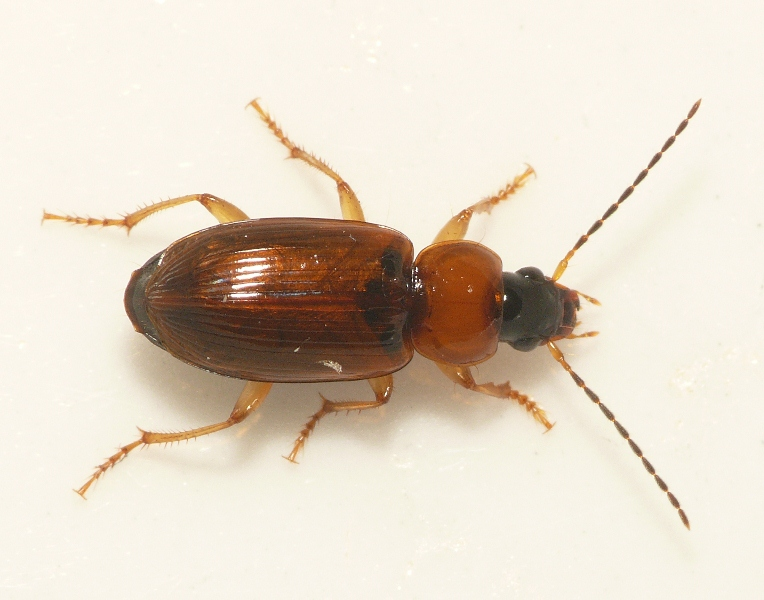
Stenolophus skrimshiranus
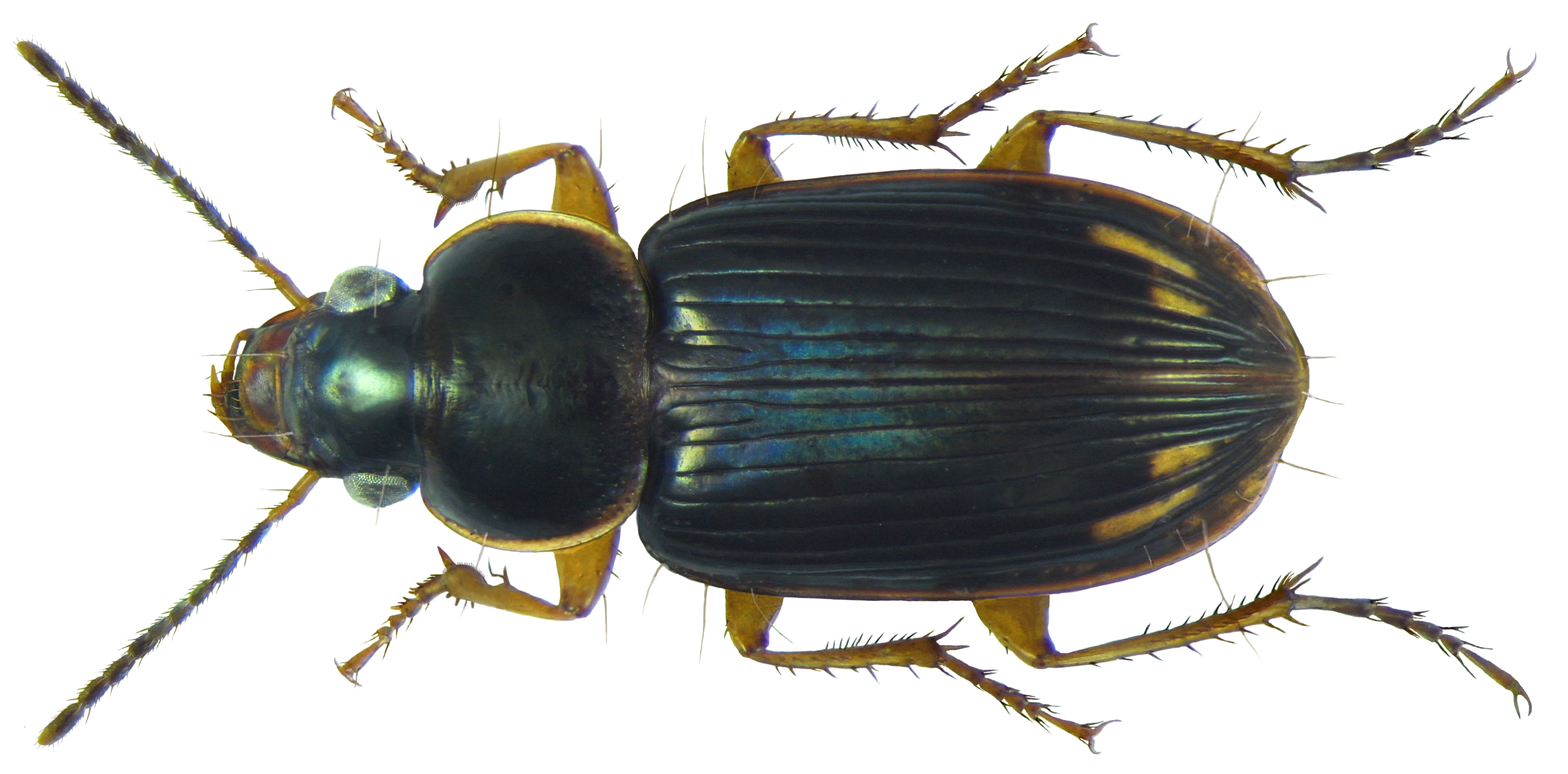
Stenolophus smaragdulus
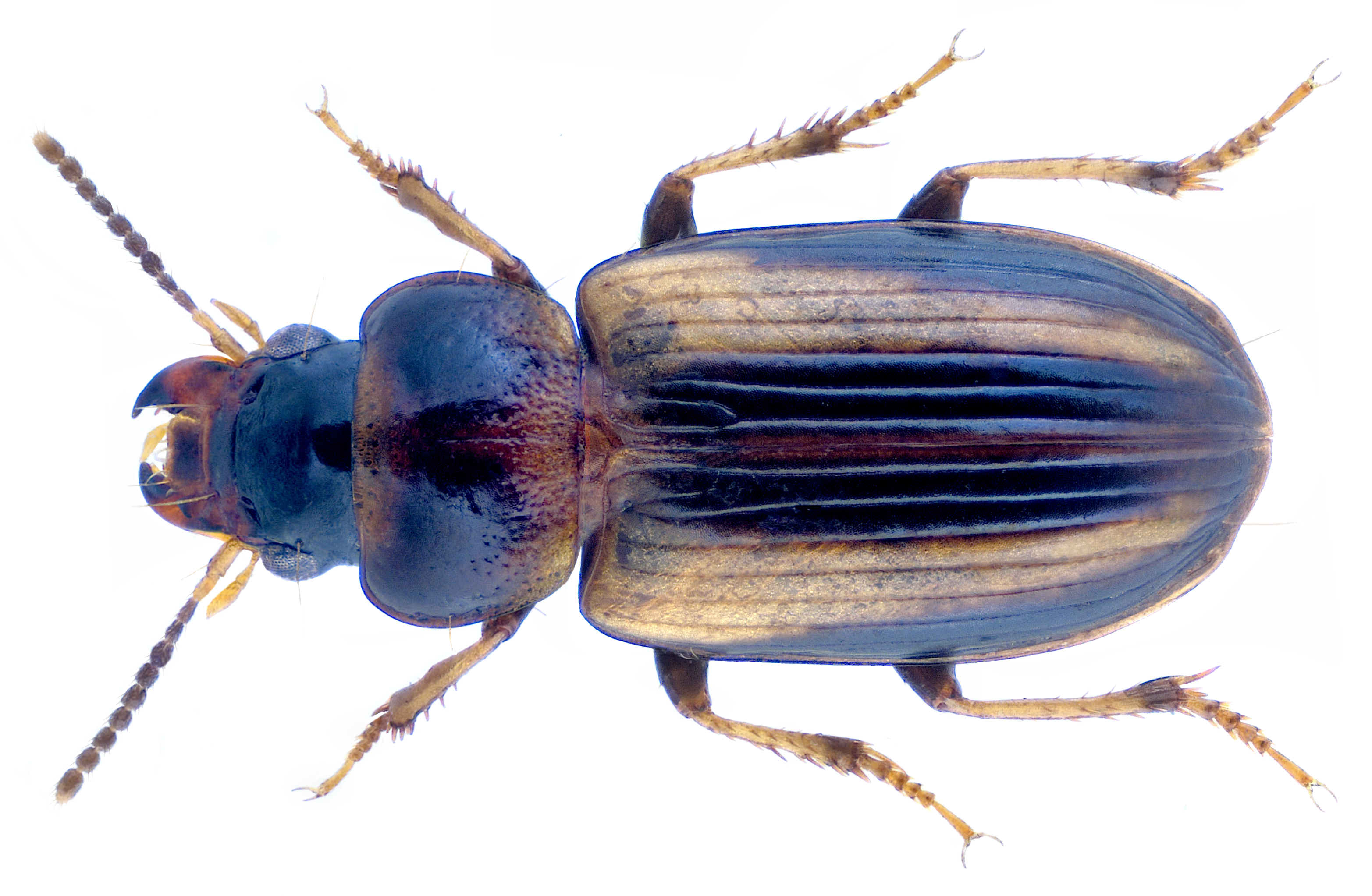
Stenolophus elegantulus
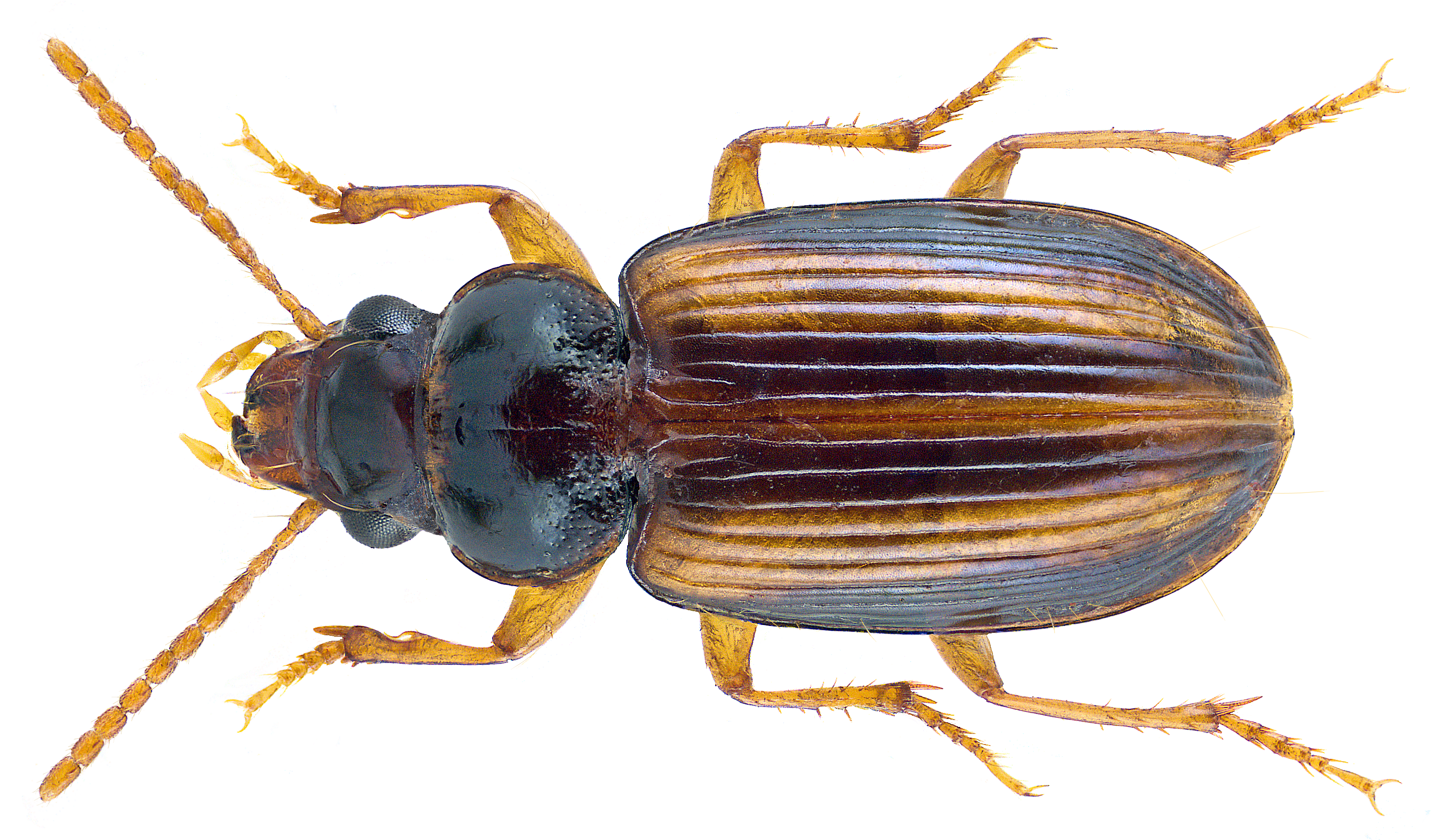
Stenolophus trivittis
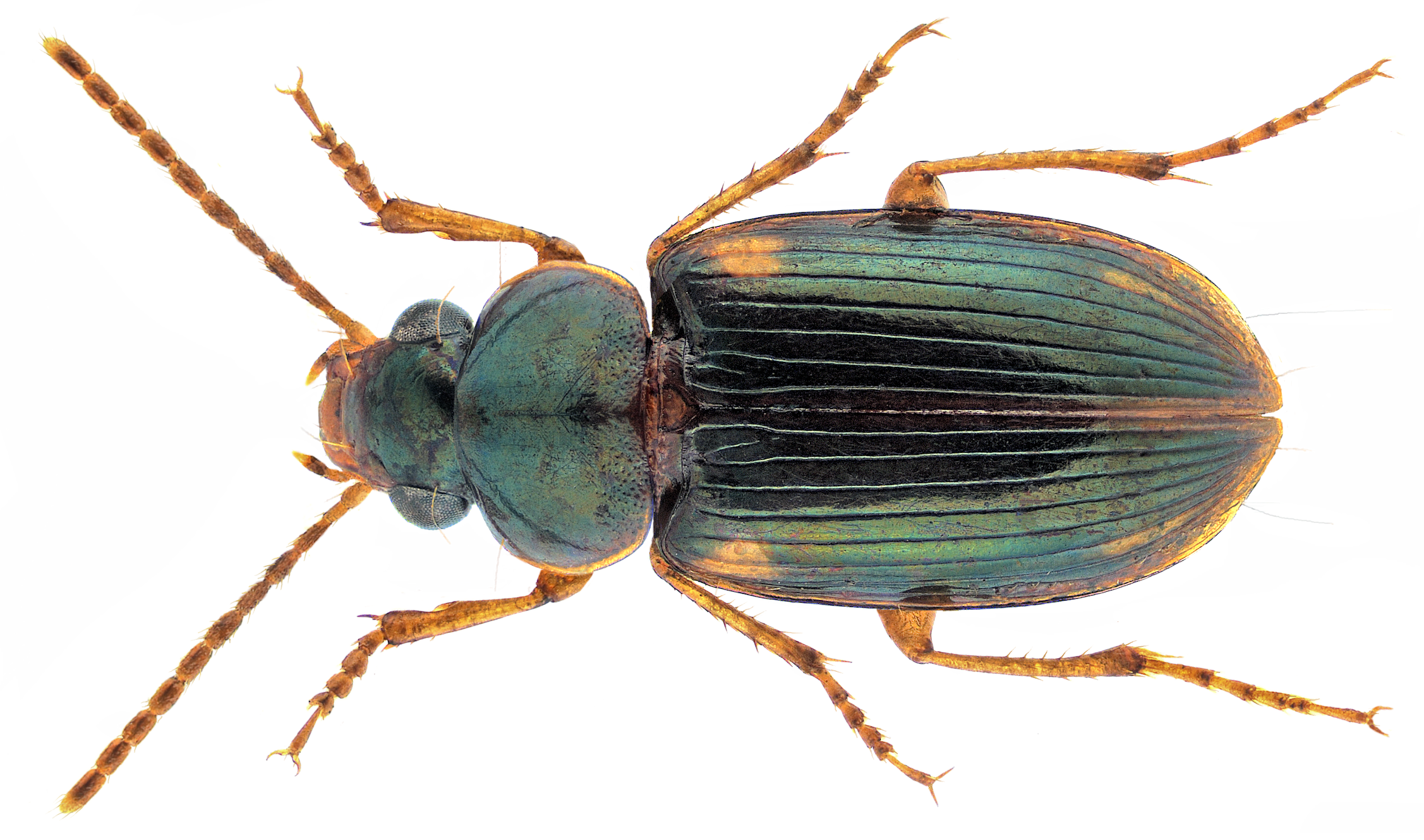
Stenolophus viriditinctus
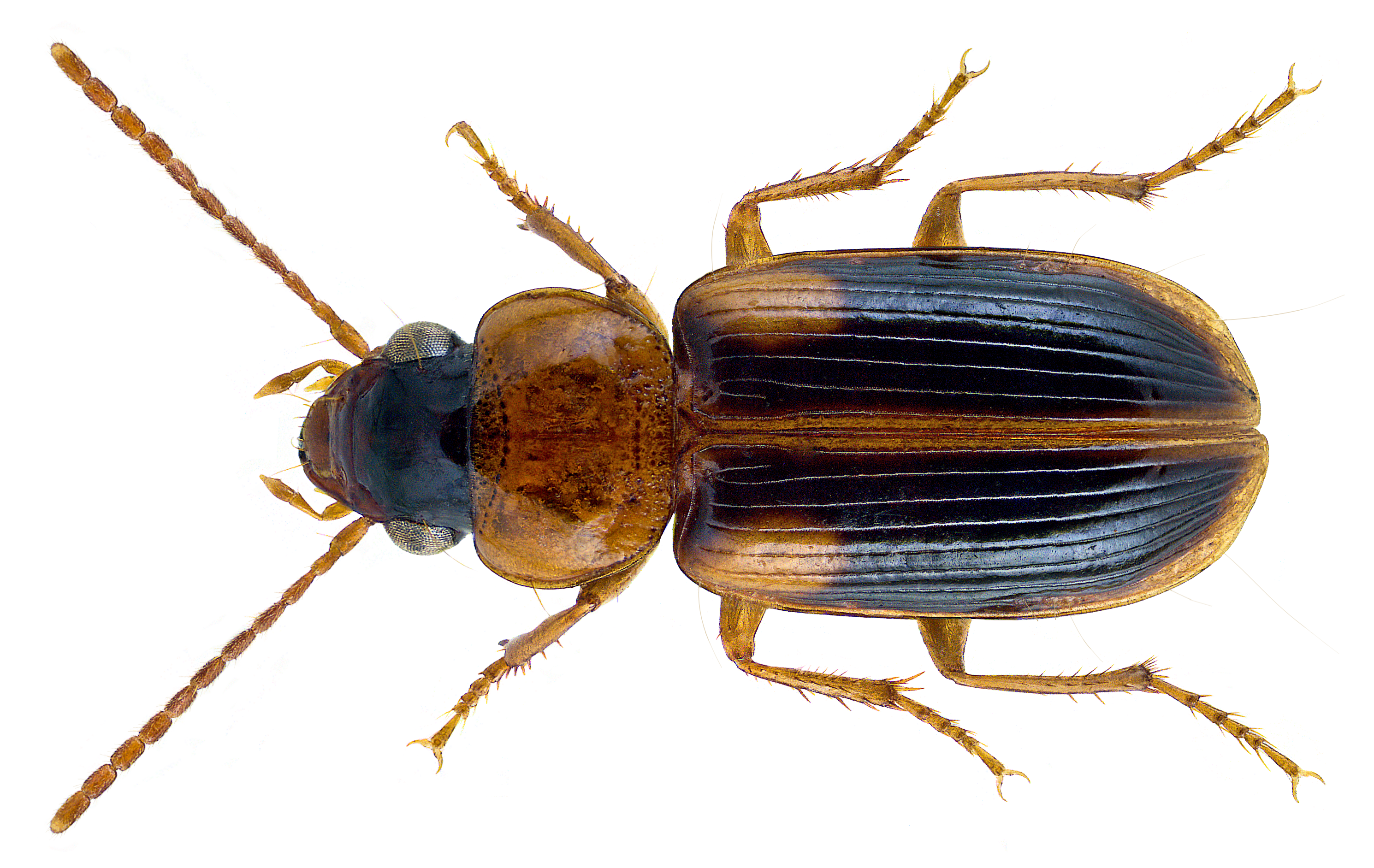
Stenolophus neghellianum
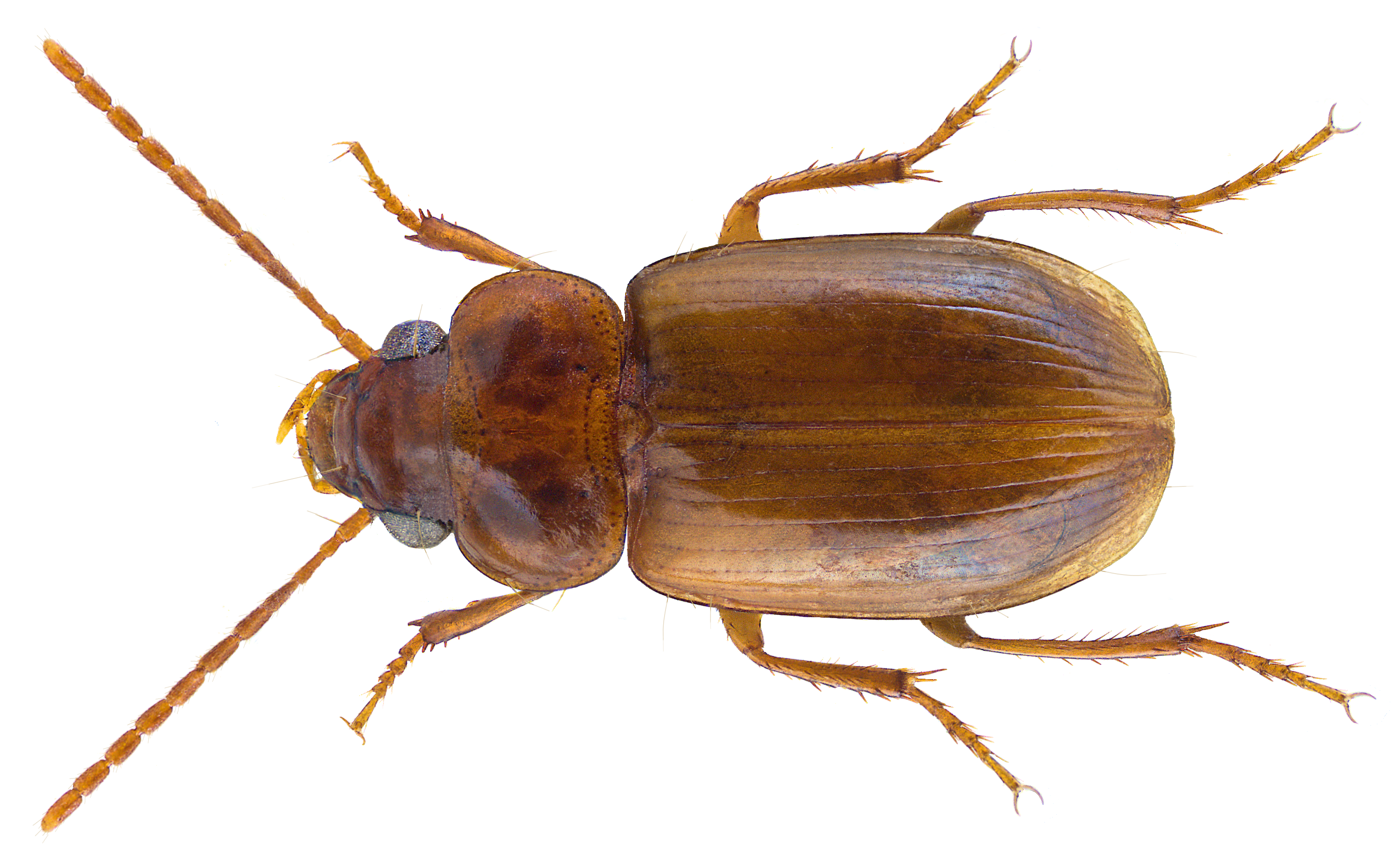
Stenolophus obockianum
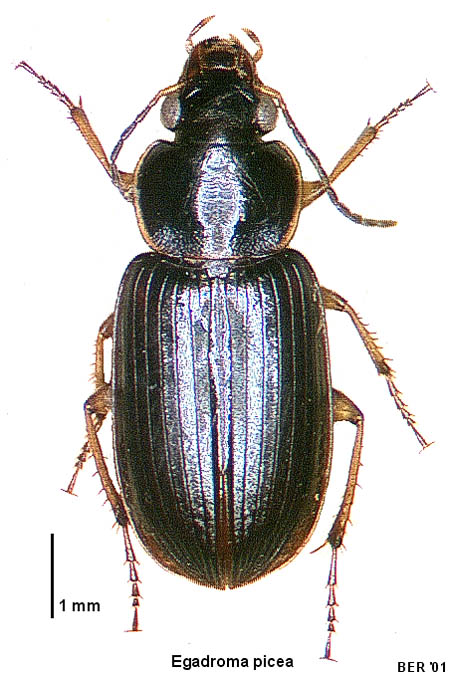
Stenolophus piceus

## Especies
Estas especies pertenecen al género:
- Stenolophus abdominalis Gene, 1836
- Stenolophus abstinens Casey, 1914
- Stenolophus agonoides Bates, 1883
- Stenolophus agyzimbanum (Fairmaire, 1868)
- Stenolophus alacer Peringuey, 1896
- Stenolophus anceps Leconte, 1857
- Stenolophus andrewesi Landin, 1955
- Stenolophus angolanus (Basilewsky, 1948)
- Stenolophus arcuaticollis N.Ito, 1997
- Stenolophus asakawaensis Habu, 1973
- Stenolophus badius Erichson, 1847
- Stenolophus bajaurae (Andrewes, 1924)
- Stenolophus balli (Basilewsky, 1947)
- Stenolophus basirufus (Basilewsky, 1948)
- Stenolophus bilineatus Facchini, 2016
- Stenolophus binotatus (Casey, 1914)
- Stenolophus bousqueti N.Ito, 1997
- Stenolophus brevicornis (Jeannel, 1948)
- Stenolophus brittoni (Basilewsky, 1948)
- Stenolophus caeruleus Blackburn, 1890
- Stenolophus capensis Peringuey, 1896
- Stenolophus carbo Bousquet in Bousquet & Larochelle, 1993
- Stenolophus castaneipennis Bates, 1873
- Stenolophus charis Bates, 1892
- Stenolophus cincticollis Leconte, 1858
- Stenolophus cinctipennis Boheman, 1858
- Stenolophus collarti (Basilewsky, 1948)
- Stenolophus columbinus Erichson, 1843
- Stenolophus comma (Fabricius, 1775)
- Stenolophus comptus Erichson, 1843
- Stenolophus concinnus Dejean, 1829
- Stenolophus congoensis (Burgeon, 1936)
- Stenolophus conjunctus (Say, 1823)
- Stenolophus connotatus Bates, 1873
- Stenolophus cruentatus Chevrolat, 1858
- Stenolophus cyclops (Darlington, 1968)
- Stenolophus debilis Erichson, 1847
- Stenolophus difficilis (Hope, 1845)
- Stenolophus discophorus (Fischer, 1823)
- Stenolophus discriminatus (Basilewsky, 1948)
- Stenolophus dissimilis Dejean, 1829
- Stenolophus doiinthanonus N.Ito, 2000
- Stenolophus dollmani (Basilewsky, 1946)
- Stenolophus dorsalis Motschulsky, 1864
- Stenolophus dorsiger Fairmaire, 1868
- Stenolophus dumainei Coquerel, 1866
- Stenolophus electus (Basilewsky, 1948)
- Stenolophus elegantulus (Péringuey, 1892)
- Stenolophus extensicollis Casey, 1924
- Stenolophus fenestratus (Burgeon, 1936)
- Stenolophus flavipes Leconte, 1858
- Stenolophus fugax Dejean, 1829
- Stenolophus fukiensis (Jedlicka, 1953)
- Stenolophus fuliginosus Dejean, 1829
- Stenolophus fulvicornis Bates, 1873
- Stenolophus fuscatus Dejean, 1829
- Stenolophus genieri Facchini, 2012
- Stenolophus germanus Chaudoir, 1878
- Stenolophus gonidius Bates, 1890
- Stenolophus humeralis (Dejean, 1831)
- Stenolophus humeroguttatus Facchini, 2016
- Stenolophus humidus Hamilton, 1893
- Stenolophus impunctatus N.Ito, 2000
- Stenolophus incultus Casey, 1914
- Stenolophus infuscatus (Dejean, 1829)
- Stenolophus interruptus Chaudoir, 1876
- Stenolophus iridescens Klug, 1833
- Stenolophus iridicolor L. Redtenbacher, 1867
- Stenolophus irinorufus Fairmaire, 1878
- Stenolophus irinoviridis Fairmaire, 1878
- Stenolophus jeanneli (Basilewsky, 1948)
- Stenolophus karasawai Tanaka, 1962
- Stenolophus kivuensis (Burgeon, 1936)
- Stenolophus kmecoi (Facchini, 2003)
- Stenolophus kurosai Tanaka, 1962
- Stenolophus kusamai Habu, 1977
- Stenolophus lamottei (Basilewsky, 1951)
- Stenolophus lecontei (Chaudoir, 1868)
- Stenolophus lentulus Erichson, 1847
- Stenolophus liebmanni G.Muller, 1931
- Stenolophus limbalis Leconte, 1857
- Stenolophus linearis (Jeannel, 1948)
- Stenolophus lineola (Fabricius, 1775)
- Stenolophus longicollis Erichson, 1847
- Stenolophus lucidus Dejean, 1829
- Stenolophus maculatus (Leconte, 1868)
- Stenolophus major (Basilewsky, 1968)
- Stenolophus marginatus Dejean, 1829
- Stenolophus marshalli (Basilewsky, 1946)
- Stenolophus megacephalus Lindroth, 1968
- Stenolophus metrius (Basilewsky, 1951)
- Stenolophus mexicanus Bates, 1882
- Stenolophus meyeri Jedlicka, 1935
- Stenolophus mixtus (Herbst, 1784)
- Stenolophus mjobergi Kataev, 1997
- Stenolophus motoensis (Burgeon, 1936)
- Stenolophus narentinus Drovenik & Peks, 1999
- Stenolophus natalicus (Peringuey, 1896)
- Stenolophus neghellianus (G.Muller, 1942)
- Stenolophus nepalensis (Jedlicka, 1965)
- Stenolophus nigerianus (Basilewsky, 1951)
- Stenolophus nigridius Andrewes, 1947
- Stenolophus nitens (Motschulsky, 1864)
- Stenolophus nitidulus Boheman, 1848
- Stenolophus obockianus (Fairmaire, 1892)
- Stenolophus obscurus (Blackburn, 1888)
- Stenolophus ochropezus (Say, 1823)
- Stenolophus opaculus Bates, 1886
- Stenolophus pallipes (Perroud & Montrouzier, 1864)
- Stenolophus parallelus (Mjoberg, 1905)
- Stenolophus parviceps (Casey, 1914)
- Stenolophus pauliani (Basilewsky, 1948)
- Stenolophus paulinoi Heyden, 1891
- Stenolophus peregrinus Casey, 1914
- Stenolophus perrieri (Jeannel, 1948)
- Stenolophus persimilis N.Ito, 2000
- Stenolophus piceus (Guerin-Meneville, 1830)
- Stenolophus plagiatus Gorham, 1901
- Stenolophus plagifer (Klug, 1853)
- Stenolophus planicostatus (Basilewsky, 1951)
- Stenolophus plebejus Dejean, 1829
- Stenolophus polygenus Bates, 1886
- Stenolophus promptus Klug, 1853
- Stenolophus propinquus A.Morawitz, 1862
- Stenolophus proximus Dejean, 1829
- Stenolophus pseudoobockianus Felix & Muilwijk, 2009
- Stenolophus quadratus N.Ito, 2000
- Stenolophus quadrimaculatus (W.J.Macleay, 1888)
- Stenolophus quadripustulatus (Dejean, 1829)
- Stenolophus quadriseriatus Schuler, 1970
- Stenolophus quinquepustulatus (Wiedemann, 1823)
- Stenolophus rectifrons (Bates, 1892)
- Stenolophus relucens Erichson, 1843
- Stenolophus remissus Casey, 1914
- Stenolophus rhodesianus (Basilewsky, 1948)
- Stenolophus robustus Sloane, 1907
- Stenolophus rotundatus Leconte, 1863
- Stenolophus rotundicollis (Haldeman, 1843)
- Stenolophus rufithorax Jedlicka, 1960
- Stenolophus rufiventris Laferte-Senectere, 1853
- Stenolophus rufoabdominalis Kataev, 1997
- Stenolophus rufolimbatus (Jedlicka, 1935)
- Stenolophus rugicollis (Leconte, 1859)
- Stenolophus ruwenzoricus (Burgeon, 1936)
- Stenolophus satoi Habu, 1973
- Stenolophus scapularis (Dejean, 1831)
- Stenolophus schaubergeri (Jedlicka, 1935)
- Stenolophus schoutedeni (Burgeon, 1936)
- Stenolophus semitinctus Casey, 1914
- Stenolophus senegalensis (Lecordier, 1978)
- Stenolophus shirakii Habu, 1973
- Stenolophus sicardi Jeannel, 1948
- Stenolophus silvestrii Basilewsky, 1951
- Stenolophus sinensis Tschitscherine, 1897
- Stenolophus skrimshiranus Stephens, 1828
- Stenolophus smaragdulus (Fabricius, 1798)
- Stenolophus splendidulus Motschulsky, 1864
- Stenolophus splendidus Motschulsky, 1864
- Stenolophus spretus Dejean, 1831
- Stenolophus steveni Krynicki, 1832
- Stenolophus straneoi (G. Muller, 1942)
- Stenolophus suturalis W.J. Macleay, 1888
- Stenolophus szetschuanus (Jedlicka, 1935)
- Stenolophus taoi Kasahara, 1989
- Stenolophus terminalis (Peringuey, 1896)
- Stenolophus tessellatus (Peringuey, 1892)
- Stenolophus teutonus (Schrank, 1781)
- Stenolophus trichotichnoides N.Ito, 2000
- Stenolophus trivittis Fairmaire, 1868
- Stenolophus uenoi Habu, 1975
- Stenolophus unicolor Dejean, 1829
- Stenolophus urundianus (Basilewsky, 1956)
- Stenolophus ussuricus Kataev & Dudko, 1997
- Stenolophus vandenbulckei (Basilewsky, 1951)
- Stenolophus variolatus (Basilewsky, 1956)
- Stenolophus viridescens Jedlicka, 1935
- Stenolophus volucer Andrewes, 1930
- Stenolophus yonaguniensis Habu, 1977
- Stenolophus yunnanus (Jedlicka, 1935)
- Stenolophus zambezianus (Basilewsky, 1948)
- Stenolophus zambiensis Facchini, 2016
- Stenolophus zarcoi (Basilewsky, 1952)